# 京浜電気鉄道51号形電車

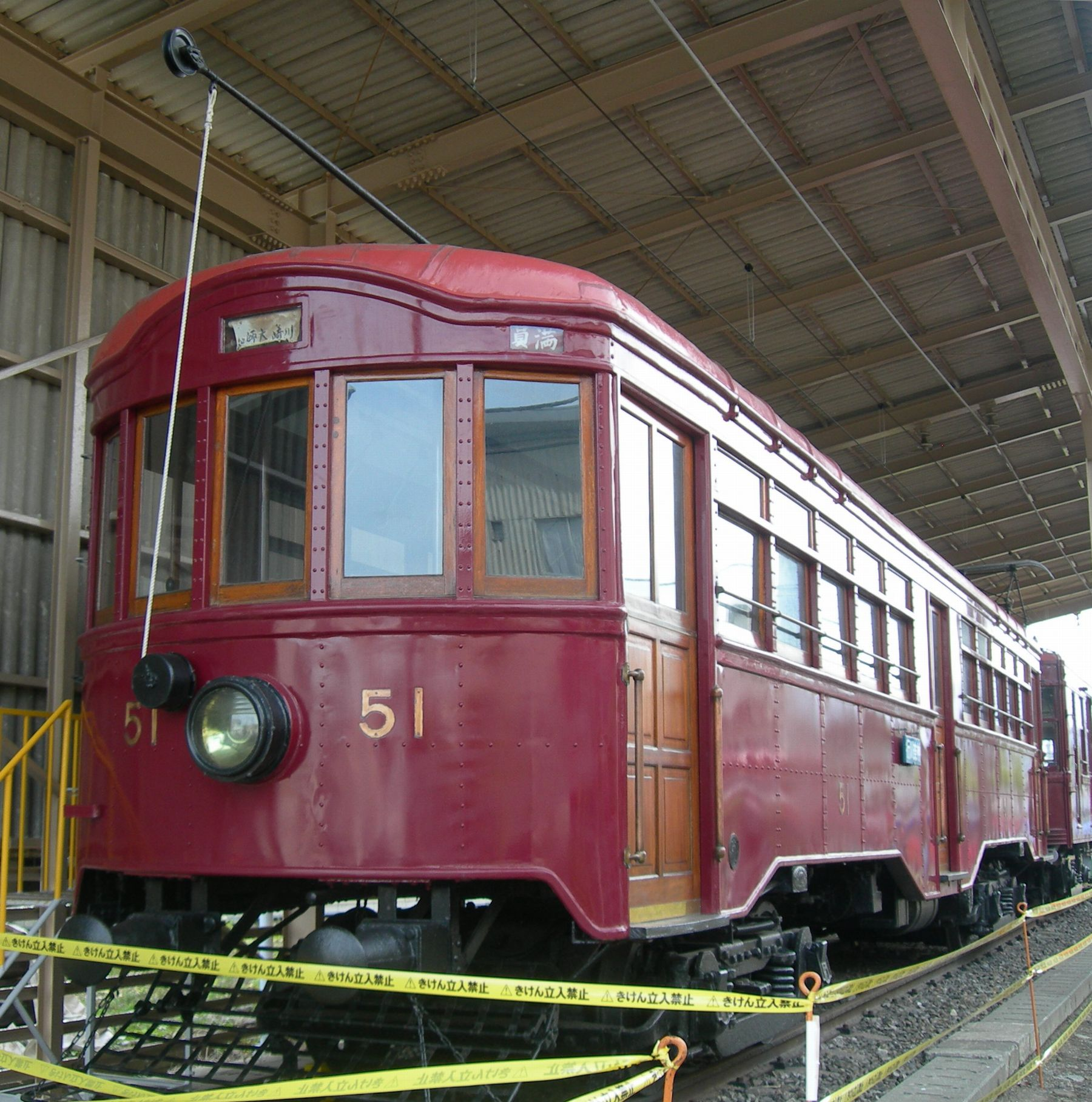
51号形電車

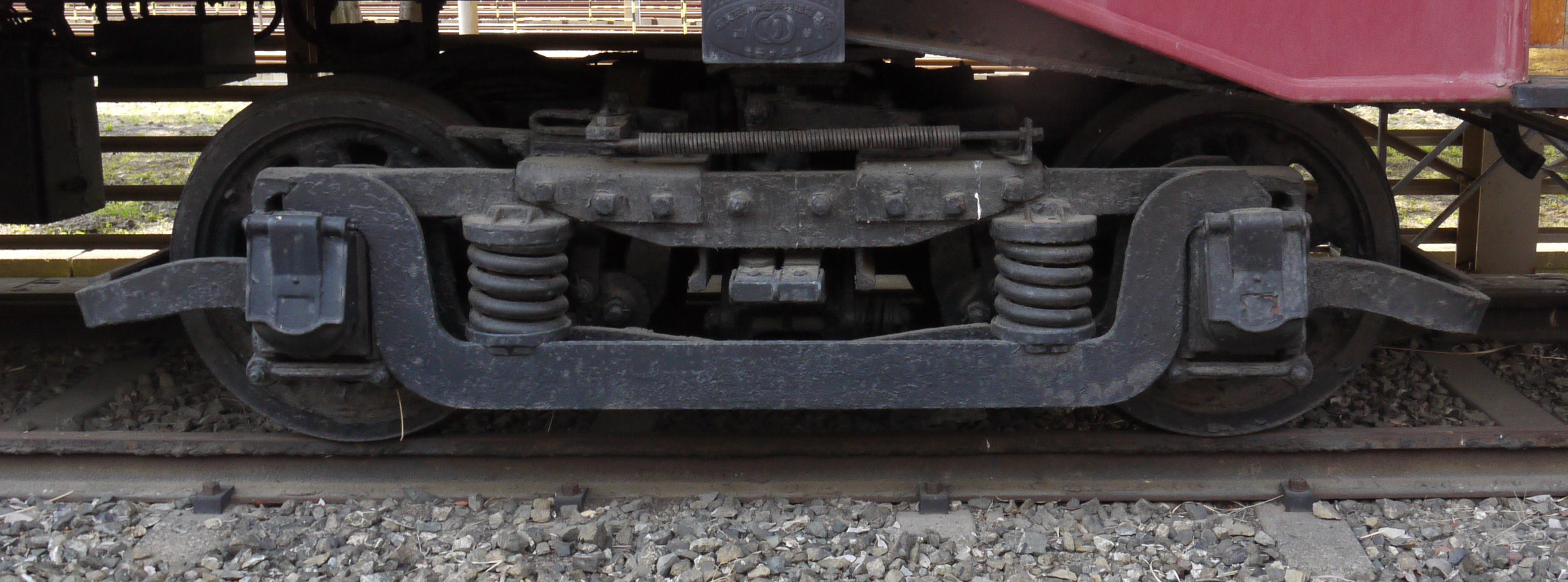
51号形のブリル27-MCB-2台車
保存車両のもの

京急クハ140形に改造後の姿

京浜電気鉄道51号形電車（けいひんでんきてつどう51ごうがたでんしゃ）は、京浜急行電鉄の前身である京浜電気鉄道が製造し、のちに東京急行電鉄を経て京浜急行電鉄に在籍した電車。京浜電気鉄道が最初に製造した鋼製車体電車である。

## 概要
1924年（大正13年）に東京市電乗り入れに備え汽車会社（現・川崎車両）で51 - 70の20両が製造された。半鋼製で丸妻の正面五枚窓、片側三扉と41号形とほぼ同じ構成だった。
主要機器は41号形同様にアメリカ製で、制御機はウェスチングハウスのHL式、モーターはゼネラルエレクトリック263形65PS×4、台車はブリル27-MCB-2形である。
1926年（大正15年）にバッファーを外してウェスチングハウス製のK1A形連結器に変更し、1928年（昭和3年）から41号形と共に連結運転を開始した。1937年（昭和12年）に51号形からデ51形に改番、1939年（昭和14年）にはトロリーポールからパンタグラフ集電に変更、ドアエンジンの取り付けをした。
1942年（昭和17年）の大東急発足に伴いデハ5140形に改番、1947年（昭和22年）の品川 - 横浜間の1,500V化に伴いデハ5146・5149・5151 - 5160を制御車クハ5140形に改造、5146・5157が戦災で焼失したが、付随車として復旧している。1948年（昭和23年）の京急の分離により140形となった。付随車化された際に外された電装品の一部は東急玉川線のデハ1形に流用されている。
1951年（昭和26年）、大師線の1,500V化によって残ったデハ140形もクハ140形に改造され、デハ230形・デハ290形と2両編成を組んで大師線・穴守線で使われた。一部は前後に230形を挟んで3両編成となったものもあった。
1960年代に入ると、将来の都営地下鉄浅草線乗り入れに向けて1000形の増備が進むようになる。1000形量産3次車の入線で本線を追われた230形が大師線と穴守線改め空港線に転出、140形は新造から40年を経て老朽化が進んだこともあり1964年（昭和39年）から1965年（昭和40年）にかけて全車廃車された。

## 保存車
クハ141が解体を免れ、久里浜工場（現、京急ファインテック久里浜事業所）の片隅に晒されていたが、京急創立80周年を記念して原型に復旧の上、久里浜工場に保存されている。